# Ramlösa Södra Fotbollförening
O Ramlösa Södra FF é um clube de futebol da Suécia fundado em 24 de novembro de 2007. Sua sede fica localizada em Helsingborg.